# Flugsmälla

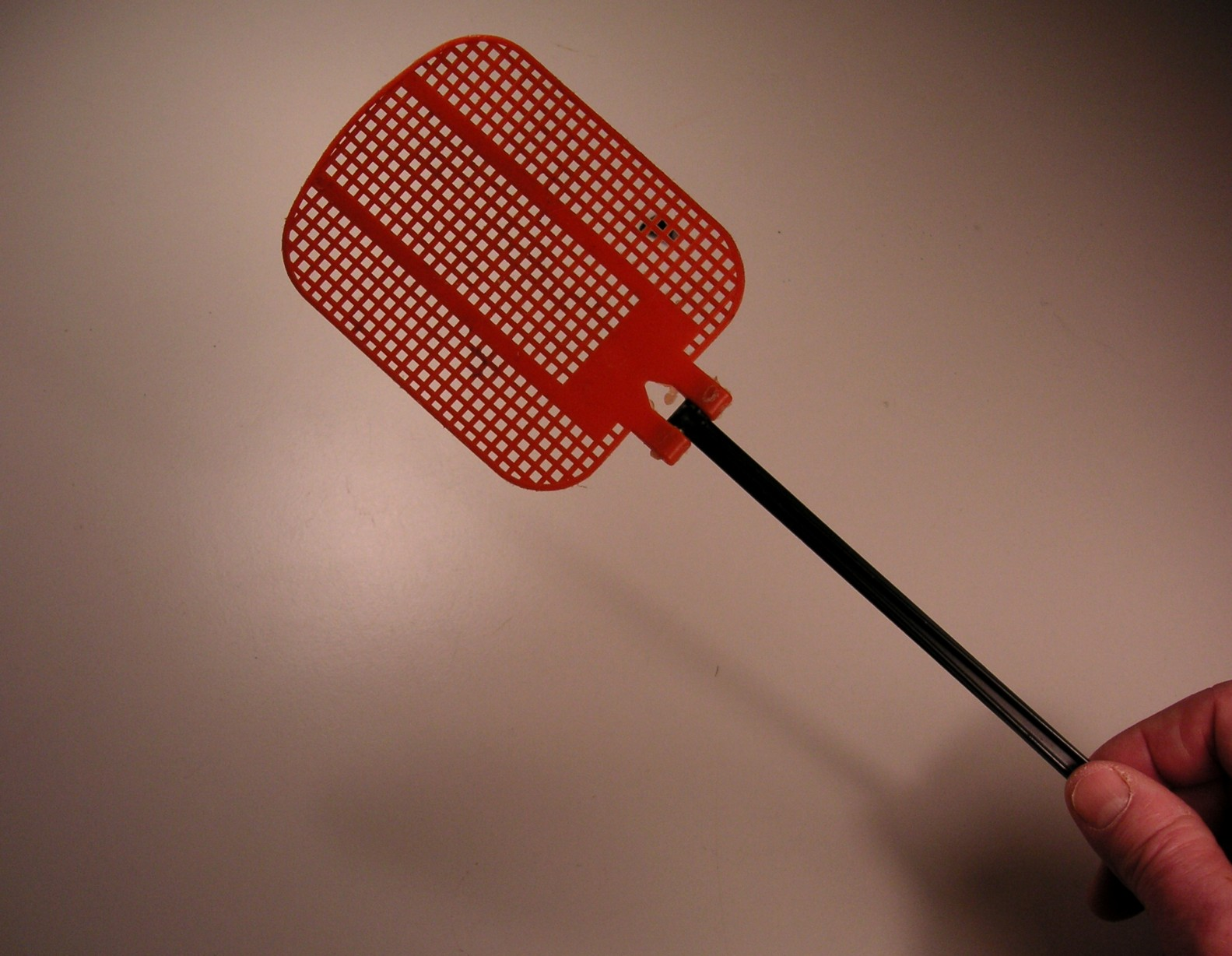
En flugsmälla i plast.

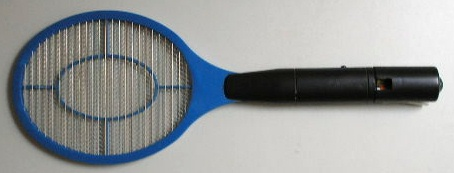
En elektrisk flugsmälla.

Flugsmälla är ett redskap som används för att slå ihjäl flugor med. En flugsmälla består av nät och ett fjädrande handtag. Det finns många former av flugsmällor och även elektriska flugsmällor.
Ordet flugsmälla är belagt i svenska språket sedan 1587.